# 卡勒姆堡 (阿拉巴馬州)
卡勒姆堡（英語：Cullomburg）是一個位於美國阿拉巴馬州喬克托縣和華盛頓縣的非建制地區和人口普查指定地區。根據2010年美國人口普查，該地人口為171人。

## 地理
卡勒姆堡的座標為31°42′50″N 88°17′49″W / 31.71388°N 88.29694°W，而該地最高點為海拔高度71米（即233英尺）。